# Ehrenmal Schulenberg
Das Ehrenmal im Schulenberger Wald in Hattingen für die Gefallenen des Ersten und Zweiten  Weltkrieges wurde von Wilhelm Kreis entworfen und am 25. September 1927 eingeweiht. Es befindet sich unterhalb des Bismarckturms. Es steht seit 1985 unter Denkmalschutz.